# Alberto Goi
Alberto Goi (Habighorst, 1916 – Selenyj Jar, 16 gennaio 1943) è stato un militare italiano insignito della medaglia d'oro al valor militare alla memoria nel corso della seconda guerra mondiale.

## Biografia
Nacque a Habighorst, Germania, nel 1916.
Lavorava come assistente edile quando fu chiamato a prestare servizio militare di leva nel Regio Esercito il 31 marzo 1939 e, assegnato al battaglione alpini "Gemona" dell'8º Reggimento alpini, si imbarcò a Bari il 25 giugno successivo per raggiungere il reparto dislocato in Albania.  Trattenuto in servizio attivo e promosso caporale, a partire dal 28 ottobre 1940 prese parte alle operazioni di guerra sul fronte greco-albanese. Rimasto ferito il 27 novembre e rientrato in Italia, riprese servizio presso il LXIII Battaglione scuola mobilitato nell'aprile 1941. Decorato con una croce di guerra al valor militare, promosso sergente dal 31 maggio 1942, ritornava al battaglione alpini "Gemona". Nominato comandante di una squadra fucilieri della 69ª Compagnia, partiva per l'Unione Sovietica nell'agosto dello stesso anno al seguito dell'ARMIR. Il 16 gennaio 1943, durante la seconda battaglia difensiva del Don, a Selenyj Jar, vide cadere il suo comandante e per vendicarlo rimane al suo posto di combattimento fino a quando, colpito a morte, cadde sul campo di battaglia. Fu insignito della medaglia d'oro al valor militare alla memoria.